# La Fin d'une magnifique époque
Pour plus de détails, voir Fiche technique et Distribution.
La Fin d'une magnifique époque (russe : Конец прекрасной эпохи ; Konets prekrasnoï èpokhi) est une comédie dramatique russe réalisée par Stanislav Govoroukhine et sortie en 2015.
Il s'agit d'une adaptation à l'écran de plusieurs nouvelles de Sergueï Dovlatov tirées du recueil Le Compromis, écrit entre 1973 et 1980 et paru en 1981. Le film est stylisé dans un noir et blanc typique du « cinéma du dégel ».

## Synopsis
L'action du film commence en 1965. Andreï Lentoulov, jeune journaliste et écrivain de Leningrad, quitte son emploi dans un journal et, à l'invitation d'un ami, quitte Leningrad pour Tallinn, où il est embauché par le journal Sovetskaja Estonija (et). L'action principale du film se déroule en 1969. La « belle époque » du film fait référence aux dix années qui ont suivi la mort de Staline, communément appelé le dégel de Khrouchtchev. Le film montre divers aspects des activités journalistiques de Lentoulov et de ses relations avec ses collègues. Andreï donne son manuscrit à un dissident, qui est fouillé par des officiers du KGB et le manuscrit est confisqué. Lentoulov doit démissionner du journal de son propre chef et retourner à Leningrad.

## Fiche technique
- Titre français : La Fin d'une magnifique époque[2]
- Titre original russe : Конец прекрасной эпохи, Konets prekrasnoï èpokhi[3]
- Réalisation : Stanislav Govoroukhine
- Scénario : Stanislav Govoroukhine
- Photographie : Guennadi Kariouk (ru)
- Montage : Natalia Schmidt
- Musique : Artiom Vassiliev (ru)
- Décors : Valentin Guidoulianov
- Production : Stanislav Govoroukhine
- Sociétés de production : Studio Vertical, Mosfilm
- Pays de production :  Russie
- Langue originale : russe
- Format : Couleurs
- Genre : comédie dramatique
- Durée : 98 minutes
- Dates de sortie :
  - Russie : 7 juin 2015 (Kinotavr) ; 1er octobre 2015 (sortie nationale)
  - France : 11 novembre 2015 (Semaine du cinéma russe à Paris)

## Distribution
- Ivan Kolesnikov (ru) : Andreï Lentoulov
- Fiodor Dobronravov (ru) : Mikhaïl Jbankov, photojournaliste
- Sergueï Garmach : capitaine de la police
- Svetlana Khodtchenkova : Marina, rédactrice
- Boris Kamorzine : Guenrikh Frantsevitch, rédacteur en chef
- Dmitri Astrakhan (ru) : Micha Chablinski, journaliste
- Lembit Ulfsak : Teppe, médecin chef de la maternité
- Sergueï Epichev : Grigori Kouzine, « chef des 400 000 résidents de Tallinn »
- Alexandre Robak : Gricha, chauffeur